# Lauren Lane
Lauren Lane (n. 2 februarie 1961, Oklahoma City, Oklahoma, SUA) este o actriță americană de film, televiziune și teatru. Aceasta este cunoscută pentru rolul lui C.C. Babcock⁠(d) din serialul Dădaca.

## Cariera
Lane s-a născut în Oklahoma City, Oklahoma și a copilărit în Arlington, Texas. A urmat cursurile liceul Lamar⁠(d) și a obținut o diplomă în arte frumoase în cadrul Universități din Texas din Arlington⁠(d), iar apoi o diplomă de master la American Conservatory Theater⁠(d). În 2013, a predat pentru o scurtă perioadă la Universitatea Carnegie-Mellon⁠(d). Lane face parte din corpul profesoral al Departamentului de Teatru și Dans din cadrul Universității de Stat din Texas⁠(d) din San Marcos⁠(d).
Lane a fost căsătorită cu omul de afaceri David Wilkins și cei doi au împreună o fiică, Kate Wilkins (născută pe 23 februarie 1998).
Lane și-a început cariera în filmul Interface din 1984. A continuat să apară în producții de televiziune și film precum Positive ID, Nervous Ticks, Hunter⁠(d) și L.A. Law⁠(d) înainte să obțină rolul lui C.C. Babcock în serialul Dădaca în 1993. Aceasta a interpretat rolul până la încheierea serialului în 1999. În aceeași perioadă, a apărut în cadrul emisiunii The Daily Show⁠(d) în august 1997.
Lane a realizat dublajul pentru personajul Ivana Baiul în filmul Gen 13⁠(d) (2000). În decembrie 2004, a participat alături de ceilalți membri ai distribuției serialului Dădaca la o reuniune Lifetime intitulată The Nanny Reunion: A Nosh to Remember⁠(d).
Din 2000, Lane a interpretat în diverse producții la teatrul Zachary Scott⁠(d) din Austin, Texas. În 2010, a fost invitată la The Fran Drescher Show⁠(d).

## Filmografie
| An   | Titlu                                          | Rol             | Note                  |
| ---- | ---------------------------------------------- | --------------- | --------------------- |
| 1984 | Interface                                      | Amy Witherspoon |                       |
| 1987 | Positive I.D.                                  | Dana            | Sub numele Laura Lane |
| 1992 | Nervous Ticks                                  | Blonde          |                       |
| 1993 | Perry Mason: The Case of the Skin-Deep Scandal | Lauren Kent     |                       |
| 1999 | Gen¹³                                          | Ivana Baiul     | Dublaj                |
| 2001 | The Cutting Room                               | Joan Swanson    |                       |
| 2019 | Dress Code                                     | Sylo            | Scurtmetraj           |

| An        | Titlu                                 | Rol                            | Note                                   |
| --------- | ------------------------------------- | ------------------------------ | -------------------------------------- |
| 1989–1991 | Hunter                                | Police Sgt. Chris Novak        | Rol principal (sezonul 7), 11 episoade |
| 1991–1992 | L.A. Law                              | Julie Rayburn                  | Rol episodic, 5 episoade               |
| 1993      | South Beach                           | Brooke Wyatt                   | 1 episod                               |
| 1993–1999 | The Nanny                             | Chastity Claire 'C.C.' Babcock | Rol principal, 144 de episoade         |
| 1995      | Burke's Law                           | Tanya Lovette                  | 1 episod                               |
| 1996      | Duckman                               | Regizor asistent               | Dublaj; 1 episod                       |
| 1999      | Partners                              | Barbara                        | Serial respins                         |
| 2004      | The Nanny Reunion: A Nosh to Remember | Ea însăși                      | Reuniune                               |
| 2010      | The Fran Drescher Show                | Ea însăși                      | 1 episod                               |

## Teatru
| an        | Titlu                                              | Rol                | Note |
| --------- | -------------------------------------------------- | ------------------ | ---- |
| 1989      | Judevine                                           | TBA                |      |
| 1992/1994 | The Madman on the Roof & Electra, The Actor's Gang | TBA                |      |
| 2001      | Dinner with Friends                                | Karen              |      |
| 2005      | The Vagina Monologues                              |                    |      |
| 2007/2008 | The Dick Monologues                                |                    |      |
| 2008      | The Clean House                                    | Lane               |      |
| 2009      | House of Several Stories                           | Mother             |      |
| 2010      | Becky's New Car                                    | Becky              |      |
| 2010      | Celebrity Autobiography                            |                    |      |
| 2011      | A Writer's Vision(s)                               |                    |      |
| 2011      | August: Osage County                               | Barbara            |      |
| 2011      | Cherry Orchard                                     | Madame Ranyévskaya |      |
| 2011      | God of Carnage                                     | Veronica Novak     |      |
| 2013      | Harvey                                             | Veta Louise        |      |
| 2014      | Vanya and Sonia and Masha and Spike                | Sonia              |      |